# Sturmgeist
Sturmgeist ist eine experimentelle norwegische Thrash- und Progressive-Metal-Band. Gegründet wurde Sturmgeist im Jahr 2002 als Soloprojekt des norwegischen Musikers und Poeten Cornelius von Jakhelln; inzwischen besteht die Gruppe aus drei Musikern. Jakhelln war ebenfalls Gründungsmitglied der norwegischen Avantgarde-Black-Metal-Band Solefald. Cornelius von Jakhelln bezeichnet die Musik von Sturmgeist als „grimmigen, germanischen Thrash“.
Bemerkenswert ist, dass die Texte der Band in den Sprachen Norwegisch, Englisch oder Deutsch verfasst sind. Diese können einerseits niveauvoll sein (z. B. die Vertonung von Goethes „Erlkönig“ auf Meister Mephisto), andererseits gibt es auch augenzwinkernde Texte (z. B. eine Liebeserklärung an den Kräuterlikör Jägermeister). Die meisten Lieder handeln jedoch von germanischer Mythologie, Krieg und Poesie.
Am 7. November 2007 tötete ein 18-jähriger Amokläufer in Finnland beim Schulmassaker von Jokela acht Menschen. Da sich dieser als „Sturmgeist89“ bezeichnete, wandten sich einige Journalisten an Cornelius von Jakhelln, um mögliche Zusammenhänge zu hinterfragen. Cornelius von Jakhelln reagierte bestürzt und verurteilte die Gewalttat.

## Diskografie
- 2005: Meister Mephisto
- 2006: Über
- 2009: Manifesto Futurista